# Pottery Addition (Ohio)
Pottery Addition es un lugar designado por el censo ubicado en el condado de Jefferson en el estado estadounidense de Ohio. En el Censo de 2010 tenía una población de 293 habitantes y una densidad poblacional de 103,5 personas por km².

## Geografía
Pottery Addition se encuentra ubicado en las coordenadas 40°24′9″N 80°37′28″O / 40.40250, -80.62444. Según la Oficina del Censo de los Estados Unidos, Pottery Addition tiene una superficie total de 2.83 km², de la cual 2.35 km² corresponden a tierra firme y (16.93%) 0.48 km² es agua.

## Demografía
Según el censo de 2010, había 293 personas residiendo en Pottery Addition. La densidad de población era de 103,5 hab./km². De los 293 habitantes, Pottery Addition estaba compuesto por el 99.32% blancos, el 0.68% eran afroamericanos, el 0% eran amerindios, el 0% eran asiáticos, el 0% eran isleños del Pacífico, el 0% eran de otras razas y el 0% pertenecían a dos o más razas. Del total de la población el 0.34% eran hispanos o latinos de cualquier raza.